# نورمان ماسون (راكب الكنو)
نورمان ماسون (بالإنجليزية: Norman Mason)‏ هو راكب الكنو بريطاني، ولد في 23 يوليو 1952.

## وصلات خارجية
- نورمان ماسون على موقع أوليمبيديا (الإنجليزية)